# 57 Persei
57 Persei (m Persei) é uma estrela na direção da Perseus. Possui uma ascensão reta de 04h 33m 24.90s e uma declinação de +43° 03′ 50.0″. Sua magnitude aparente é igual a 6.09. Considerando sua distância de 211 anos-luz em relação à Terra, sua magnitude absoluta é igual a −0.01. Pertence à classe espectral F0V.